# Route nationale 40
Dieser Artikel wurde aufgrund von inhaltlichen Mängeln auf der Qualitätssicherungsseite des WikiProjekts Straßen eingetragen. Dies geschieht, um die Qualität der Artikel aus dem Themengebiet Straßen auf ein akzeptables Niveau zu bringen. Bitte hilf mit, die inhaltlichen Mängel dieses Artikels zu beseitigen, und beteilige dich bitte an der Diskussion!

Begründung: Inhaltlich ausbauen und mit Infobox versehen. --Daniel 749  (ST • WPST) 22:17, 22. Aug. 2011 (CEST)
Die Route nationale 40, kurz N 40 oder RN 40, ist eine französische Nationalstraße, die 1824 zwischen Calais und der belgischen Grenze bei Oost-Cappel festgelegt wurde. Sie geht auf die Route impériale 62 zurück. Sie bestand aus zwei Teilen, die durch die N16 getrennt waren. Die Gesamtlänge betrug 55 Kilometer. 1933 wurde der Teil zwischen Bergues und Oost-Cappel als N16A ausgeschildert und die N40 ab Dunkerque weiter in Küstennähe zur belgischen Grenze bei Bray-Dunes geführt. Außerdem wurde sie von Calais aus bis nach Le Havre verlängert, wobei sie an zwei Stellen durch andere Nationalstraßen unterbrochen war.
Ihre Gesamtlänge betrug nach dieser Verlängerung 257,5 Kilometer. 1973 erfolgte die Abstufung der N40 und ihrer Seitenäste. Ein Teilabschnitt führte von Le Havre bis Fécamp, ein anderer von Criel-sur-Mer bis Le Tréport und der dritte von Eu bis zur belgischen Grenze bei Bray-Dunes. Bei der Herabstufung 1973 übernahm die Nationalstraße N1 den Abschnitt von Calais bis zur belgischen Grenze, der 2006 abgestuft wurde. Auf langen Strecken ist sie nur wenige Kilometer von der Küste des Ärmelkanales entfernt. Außerdem hat die Straße drei kurze Äste, die sie mit der in dem Bereich wenige Kilometer entfernt parallel verlaufenden N1 verbindet.

## N 40a
Die Route nationale 40, kurz N  oder RN 40A verlief von 1933 bis 1973 von der N40 bei Noyelles-sur-Mer nach Abbeville und hatte eine Länge von 13 Kilometern. Sie liegt komplett im Departement Somme.

## N 40b
Die Route nationale 40, kurz N  oder RN 40B verlief von 1933 bis 1973 von der N40 in Rue bis zur N1 (D901 Süd/D1001 Nord) in Forest-Montiers. Heute trägt die Straße die Nummer D32 des Départements Somme, in dem sie komplett verläuft. Sie hat eine Länge von 6,5 Kilometern.

## N 40c
Die Route nationale 40, kurz N  oder RN 40C verlief von 1933 bis 1973 von der N40 in Conchil-le-Temple zur N1 (D1001) in Nempont-Saint-Firmin. Die Länge der Straße beträgt 6 Kilometer und sie liegt komplett im Departement Pas-de-Calais. Ihre heutige Bezeichnung ist D940E1.